# Мандалай (аэропорт)
Международный аэропорт Мандалай (бирм. မန္တလေး အပြည်ပြည်ဆိုင်ရာ လေဆိပ်, ИАТА: MDL, ИКАО: VYMD) — международный аэропорт, расположенный в 35 км к югу от Мандалая близ города Тадау. Является одним из трёх международных аэропортов в Мьянме. Был построен в 1999 году, став крупнейшим и самым современным аэропортом в стране. Оставался таковым до модернизации международного аэропорта Янгона в 2008 году. Соединяет 11 внутренних и семь международных направлений. Его взлётно-посадочная полоса длиной 4 267 м является самой длинной из эксплуатируемых взлётно-посадочных полос в Юго-Восточной Азии и может обслуживать до трёх миллионов пассажиров в год. Аэропорт является базовым для авиакомпании Golden Myanmar Airlines.

## История
Проект международного аэропорта Мандалай был задуман Государственным советом мира и развития в середине 1990-х годов как способ увеличить общий уровень иностранных инвестиций и туризма в Мьянме. Поскольку Янгон мог похвастаться единственным международным аэропортом во всей стране, новый аэропорт считался решающим для достижения запланированного ежегодного роста пассажиропотока на 10 %. Планировалось, что Мандалай станет центром полётов в другие крупные азиатские города, в частности в Пекин, Ханой, Бангкок, Калькутту и Дакку.
16 ноября 2014 года консорциум Mitsubishi Group и Jalux Inc. (дочерней компании Japan Airlines) подписали соглашение с правительством Мьянмы на эксплуатацию аэропорта в течение последующих 30 лет. Компании взяли на себя эксплуатацию, реконструкцию и техническое обслуживание объектов аэропорта, включая здания аэровокзала и взлётно-посадочную полосу. Управление воздушным движением осталось за правительством. Основной целью соглашения явилось дальнейшее расширение внутренних и международных рейсов в Мандалай и увеличение пассажиропотока через аэропорт.
После землетрясения 28 марта 2025 года аэропорт был серьёзно повреждён.

## Особенности
Здание аэровокзала, открытое 17 сентября 2000 года, может обслуживать 1000 прибывающих и 1000 отправляющихся пассажиров в час. Пропускная способность аэропорта оценивается в три миллиона пассажиров в год с возможностью расширения более чем на 15 миллионов. Аэропорт занимает общую площадь 10 123 га и расположен в центральной части Мьянмы, примерно в 35 км к югу от Мандалая, недалеко от города Тадау. Путь на машине из аэропорта в центр города Мандалай занимает примерно час.
Бетонная взлётно-посадочная полоса аэропорта имеет длину 4 267 метров и ширину 61 метр, что достаточно для посадки коммерческих самолетов любого размера. Автостоянка вмещает 700 автомобилей.

## Авиационные происшествия
- 12 мая 2019 года самолёт Embraer ERJ-190LR авиакомпании Myanmar National Airlines[англ.] совершил в аэропорту Мандалай жёсткую посадку с убранной передней стойкой шасси. Самолёт выполнял внутренний рейс 103 по маршруту Янгон—Мандалай и заходил на посадку в аэропорт назначения, когда экипаж обнаружил, что передняя стойка шасси не выпустилась. Аварийная процедура её выпуска не принесла никаких результатов. После выработки топлива экипаж совершил вынужденную посадку. Пострадавших не было[9][10].

## Статистика

### Частота рейсов
| №                                                    | Страна  | Направление  | Частота рейсов (в неделю) |
| ---------------------------------------------------- | ------- | ------------ | ------------------------- |
| 1                                                    | Мьянма  | Янгон        | 34                        |
| 2                                                    | Мьянма  | Мьичина      | 22                        |
| 3                                                    | Мьянма  | Тачилейк     | 19                        |
| 4                                                    | Таиланд | Суварнабхуми | 7                         |
| 5                                                    | Мьянма  | Хехо         | 7                         |
| 6                                                    | Мьянма  | Хомалин      | 7                         |
| 7                                                    | Китай   | Куньмин      | 7                         |
| 8                                                    | Мьянма  | Кенгтунг     | 6                         |
| 9                                                    | Таиланд | Донмыанг     | 6                         |
| 10                                                   | Мьянма  | Хамти        | 5                         |
| Источник: Flightradar24, данные на 13 июня 2023 года |         |              |                           |

### Пассажиропоток
| Год                        | Пассажиры | Изменение | Посадки |
| -------------------------- | --------- | --------- | ------- |
| 2011                       | 528 193   |           | 17 926  |
| 2012                       | 610 969   | ▲16 %     | 19 059  |
| 2013                       | 794 432   | ▲30 %     | 22 590  |
| 2014                       | 938 901   | ▲18 %     | 24 598  |
| 2015                       | 1 016 549 | ▲8 %      | 25 446  |
| 2016                       | 1 171 753 | ▲15 %     | 25 184  |
| 2017                       | 1 320 945 | ▲12 %     | 25 073  |
| 2018                       | 1 403 571 | ▲6 %      | 22 926  |
| 2019                       | 1 814 496 | ▲29 %     | 27 234  |
| 2020                       | 129 973   | ▼1297 %   | 4110    |
| Источник: официальный сайт |           |           |         |